# Iron Fist APS
El Iron Fist APS es un sistema de protección activa diseñado por IMI Systems. Presenta un diseño modular que le permite adaptarse a una amplia gama de plataformas de tiro que va desde vehículos utilitarios ligeros hasta carros de combate pesados. El concepto fue presentado por IMI el año 2006 y las pruebas por parte de las Fuerzas de Defensa de Israel comenzaron a mediados del 2007. El sistema ha sido probado con éxito contra una amplia variedad de amenazas, incluyendo granadas propulsadas por cohete, misiles antitanque e incluso munición de alto poder explosivo antitanque y perforadores cinéticos de blindaje.
Este sistema de protección detecta las amenazas entrantes a aproximadamente 150 m de distancia mediante un sensor de radar fijo desarrollado por RADA Electronic Industries y opcionalmente un detector infrarrojo pasivo desarrollado por Elisra. Cuando una amenaza es inminente, en menos de 200 ms, un interceptor explosivo es lanzado hacia la amenaza, explotando muy cercano a esta, destruyéndola o desviándola y desestabilizándola sin hacer que esta detone. Para esto, este sistema sólo se vale de la carga explosiva contenida en el interceptor y no libera esquirlas o proyectiles adicionales de ningún tipo. La carcasa del interceptor es fabricada a partir de materiales combustibles por lo cual esta no se fragmenta al explotar, ayudando así a minimizar los daños colaterales.

## Historia
La adquisición del Iron Fist APS fue aprobada en junio del 2009. El sistema sería montado en el vehículo de transporte blindado de personal Namer.
En noviembre de 2010, el Ministerio de Defensa israelí anunció el cese del financiamiento de futuros desarrollos del Iron Fist APS, para así dar paso al desarrollo del sistema de protección activa Trophy, diseñado por Rafael Advanced Defense Systems. El desarrollo del Iron Fist fue continuado y concluido en Estados Unidos por la empresa de defensa General Dynamics.
Durante pruebas realizadas en Estados Unidos en mayo del 2011, el sistema interceptó satisfactoriamente proyectiles perforadores cinéticos de blindaje y misiles antitanque, completando así su desarrollo y permitiendo su comercialización.
En 2012 se apostó por la creación de un sistema híbrido, el cual combinaría el interceptor del Iron Fist con el radar del Trophy. Rafael serviría como contratista principal por lo que Rafael e IMI no serían socios igualitarios, razón por lo cual IMI se negó a cooperar en esta nueva empresa. 
A principios del 2013, el Ministerio de Defensa israelí puso en concurso la selección de un único sistema de protección activa de segunda generación para los vehículos de combate de las Fuerzas de Defensa de Israel en el cual se enfrentaron el Iron Fist APS de IMI y el Trophy de Rafael. 
En diciembre del 2014, se anunció que Rafael, Israel Aerospace Industries e IMI trabajarían en conjunto para desarrollar un sistema de defensa activa de nueva generación para vehículos, basada en una combinación del Trophy y del Iron Fist. Rafael será el contratista principal, desarrollador e integrador, y IAI e IMI serán subcontratistas, proveyendo el radar y el interceptor, respectivamente. A diferencia del método de intercepción del Trophy basado en el principio de destruir el proyectil enemigo con una explosión de proyectiles metálicos, el sistema de intercepción del Iron Fist se basa en un misil antimisil. El interés por sistemas de defensa activa para vehículos aumentó significativamente desde la satisfactoria actuación del Trophy durante el conflicto entre la Franja de Gaza e Israel de 2014, donde blindados de combate equipados con este sistema interceptaron docenas de misiles antitanque y granadas propulsadas por cohete, sin sufrir daño alguno. El Ministerio de Defensa israelí presionó a las compañías para que hicieran un esfuerzo en conjunto y combinaran sus sistemas.
En junio del 2016, el Ejército de los Estados Unidos eligió al Iron Fist en su configuración ligera para proteger a sus blindados medios y livianos como parte de su programa Modular Active Protection System (MAPS) (traducido como Sistema Modular de Protección Activa). La decisión de seleccionar al Iron Fist se hizo sobre la base de su bajo peso, habilidad de lanzar interceptores sin choque y bajo costo.
En diciembre del 2016, BAE Systems recibió un contrato proveniente de Países Bajos para probar el Iron Fist en su vehículo de combate de infantería CV9035. La decisión de integrar o no este sistema se hará a comienzos del 2018.

## Operadores
- Estados Unidos[13]
- Israel: Utilizado en conjunto con el Trophy.[14]